# Tolkaan
De tolkaan is een 8- of 4-voets orgelregister.
De pijpen van dit register zijn trechtervormige labiaalpijpen. Het karakter van de tolkaan ligt tussen dat van de (zachte) prestant en de salicionaal in. Het tolkaanregister wordt gerekend tot de strijkersregisters. De tolkaan wordt voornamelijk aangetroffen in Rococo-orgels.
Meestal wordt de tolkaan van metalen (tinnen) pijpen vervaardigd, soms komen ook houten pijpen voor.
Aliquot · Bourdon · Chamadewerk · Cornet · Cymbelster · Dulciaan · Fluit · Gedekt · Grondstem · Hobo · Holpijp · Mixtuur · Nachtegaal · Prestant · Roerfluit · Salicionaal · Strijkers  · Subbas · Tolkaan · Voix céleste · Vulstem